# Ayoreo (langue)
Cet article concerne la langue ayoreo. Pour le peuple ayoreo, voir Ayoreo.
L’ayoreo ou ayoréo est une langue amérindienne, de la famille des langues zamucoanes, parlée en Bolivie. Elle est reconnue comme langue officielle dans la nouvelle constitution bolivienne.

## Écriture
| Majuscules | A | B  | C | Ch | D | E | G | I | J | M |  |  |  |  |  |  |  |  |  |  |
| Minuscules | a | b  | c | ch | d | e | g | i | j | m |  |  |  |  |  |  |  |  |  |  |
|            |   |    |   |    |   |   |   |   |   |   |  |  |  |  |  |  |  |  |  |  |
| Majuscules | N | Jn | Ñ | O  | P | Q | R | S | T | Y |  |  |  |  |  |  |  |  |  |  |
| Minuscules | n | jn | ñ | o  | p | q | r | s | t | y |  |  |  |  |  |  |  |  |  |  |

## Codes
- Code de langue IETF : ayo